# 八木元八

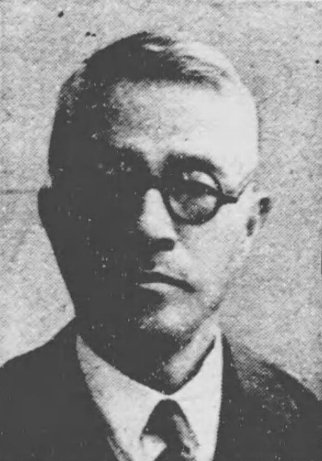
八木元八

八木 元八（やぎ もとはち、1883年（明治16年）2月10日 – 1946年（昭和21年）10月29日）は、衆議院議員、外交官。

## 経歴
静岡県榛原郡相良町（現在の牧之原市）出身。1902年（明治35年）、外務省留学生試験に合格し、サンクトペテルブルク・アモイに留学した。1906年（明治36年）、外務書記生となり、アモイ、奉天、香港、漢口、ニューヨークに勤務した。1918年（大正7年）より長沙副領事、北京副領事、天津副領事、青島領事、ニューオーリンズ領事を歴任した。1928年（昭和2年）よりハルビン総領事を務めた。
退官後は鴨緑江採木公司理事長、鴨緑江製材株式会社代表、安東市商工公会会長などを務めた。
1942年（昭和17年）、第21回衆議院議員総選挙に静岡1区（当時）から翼賛政治体制協議会の推薦を受け出馬し、当選を果たした。戦後、日本進歩党の結成に参加するが、間もなく推薦議員のため公職追放となった。追放中の1946年（昭和21年）、死去した。